# Jaish-e Mohammed

Flagge der Mohammed-Armee

Jaish-e Mohammed (JeM, Urdu جیش محمد Mohammeds Armee), auch Jaish-e Muhammed, Jaish-e Mohammad oder Jaish-e Muhammad (als JeM abgekürzt), ist die bedeutendste islamistische Organisation der Mudschahedin von Pakistan. Sie ist in Indien, dem Vereinigten Königreich und in den Vereinigten Staaten zu einer terroristischen Organisation erklärt worden.

## Geschichte
Die Jaishi-e Mohammed wurde in den späten 1990er Jahren in Pakistan von Maulana Masood Azhar gegründet, nachdem sich seine Anhänger von den Harkat-ul-Mujahideen abspalteten. Ursprünglich Lashkar-e-Mohammad genannt, wurde der Name auf die heute gebräuchliche Bezeichnung Jaishi-e Mohammed geändert, nachdem Azam Tariq den Gründungsnamen als einer anderen Terrororganisation zu ähnlich klingend kritisierte.
Ihr Hauptziel ist die Abspaltung Kaschmirs von Indien. Die Organisation verübte mehrere Anschläge im indischen Teil Kaschmirs. Jaish-e Mohammed wird als eine der gefährlichsten Organisationen in Jammu und in Kaschmir eingeschätzt.
Die Organisation koordiniert sich mit der Laschkar e-Taiba und war am Anschlag auf das indische Parlament in Neu-Delhi im Dezember 2001 beteiligt. Danach wurde sie 2002 in Pakistan offiziell verboten, setzte aber anschließend ihre Operationen von Stützpunkten in Bahawalpur im Punjab fort.
Es wird auch angenommen, dass sie am Mord des US-Journalisten Daniel Pearl in Karatschi beteiligt war. Ein Informant, der sich als Mitglied der Jaish-e Mohammed ausgab, half der Polizei vier Personen zu verhaften, denen vorgeworfen wird, dass sie am Attentat auf die Synagoge in New York City als auch am Abschuss einer Stinger-Rakete auf ein US-amerikanisches Militärflugzeug beteiligt waren. Die Verhaftung der vier erfolgte im Mai 2009. James Cromitie, einer der vier Verhafteten gab an, dass er zur Mitgliedschaft in der Jaish-e Mohammed gezwungen wurde. Dies gab er nach einem Jahr Haft bekannt.
Am 2. Januar 2016 griffen fünf Kämpfer der Jaish-e Mohammed den Luftwaffenstützpunkt in Pathankot im Bundesstaat Punjab nahe der Grenze zu Pakistan an. Nach 13-stündigen Feuergefechten wurden alle Angreifer und drei Luftwaffensoldaten getötet.
Am 26. Dezember 2017 wurde Noor Mohammad Tantray, der lokale Kommandeur von JeM in Kaschmir, bei einem Feuergefecht mit indischen Sicherheitskräften getötet.
Am 14. Februar 2019 verübte ein Selbstmordattentäter von Jaish-e Mohammed nahe dem Ort Awantipora (Distrikt Pulwama) den schwersten Anschlag auf die indischen Sicherheitskräfte seit Beginn der Unruhen in Jammu und Kashmir im Jahr 1989. Mindestens 44 indische Reservepolizisten starben. Indische Militär- und Polizeikräfte starteten daraufhin eine Offensive in deren Verlauf der mutmaßliche Drahtzieher des Anschlages, Abdul Rasheed Ghazi, alias Kamran am 18. Februar 2019 im Distrikt Pulwama getötet wurde. Indische Mirage 2000 Kampfflugzeuge drangen als Reaktion am 26. Februar 2019 in den pakistanischen Luftraum ein und starteten Marschflugkörper auf ein vermeintliches Trainingslager der Jaish-e Mohammed bei Balakot. Mehrere Kämpfer der Gruppe seien dabei nach indischen Angaben getötet worden, pakistanische Stellen bestritten, dass es Todesopfer gegeben habe.
Berichte, dass Jaish-e-Mohammed-Anführer Masood Azhar bei einem indischen Luftangriff ums Leben gekommen sei, wurde von pakistanischen Medien dementiert. Pakistans Außenminister Shah Mehmood Qureshi bestätigte, dass Azhar sich in Pakistan aufhält und sein Haus aus Gesundheitsgründen nicht verlassen kann.